# Ройте (Аппенцелль-Аусерроден)
Ройте (нем. Reute AR) — коммуна в Швейцарии, в кантоне Аппенцелль-Ауссерроден. 
Население составляет 677 человек (на 31 декабря 2006 года). Официальный код  —  3035.